# Cottance
Cottance és un municipi francès situat al departament del Loira i a la regió d'Alvèrnia-Roine-Alps. L'any 2007 tenia 625 habitants.

## Demografia

### Població
El 2007 la població de fet de Cottance era de 625 persones. Hi havia 257 famílies de les quals 75 eren unipersonals (42 homes vivint sols i 33 dones vivint soles), 87 parelles sense fills, 83 parelles amb fills i 12 famílies monoparentals amb fills.
La població ha evolucionat segons el següent gràfic:
Habitants censats

### Habitatges
El 2007 hi havia 349 habitatges, 266 eren l'habitatge principal de la família, 47 eren segones residències i 36 estaven desocupats. 329 eren cases i 18 eren apartaments. Dels 266 habitatges principals, 218 estaven ocupats pels seus propietaris, 45 estaven llogats i ocupats pels llogaters i 3 estaven cedits a títol gratuït; 5 tenien dues cambres, 41 en tenien tres, 78 en tenien quatre i 142 en tenien cinc o més. 184 habitatges disposaven pel capbaix d'una plaça de pàrquing. A 125 habitatges hi havia un automòbil i a 115 n'hi havia dos o més.

### Piràmide de població
La piràmide de població per edats i sexe el 2009 era:
| Homes | Edats   | Dones |
| ----- | ------- | ----- |
| 0     | 95 o +  | 0     |
| 0     | 90 a 94 | 0     |
| 4     | 85 a 89 | 12    |
| 4     | 80 a 84 | 4     |
| 16    | 75 a 79 | 28    |
| 20    | 70 a 74 | 12    |
| 16    | 65 a 69 | 24    |
| 4     | 60 a 64 | 8     |
| 36    | 55 a 59 | 8     |
| 16    | 50 a 54 | 28    |
| 20    | 45 a 49 | 24    |
| 12    | 40 a 44 | 8     |
| 28    | 35 a 39 | 16    |
| 16    | 30 a 34 | 4     |
| 20    | 25 a 29 | 16    |
| 8     | 20 a 24 | 20    |
| 8     | 15 a 19 | 8     |
| 12    | 10 a 14 | 12    |
| 24    | 5 a 9   | 8     |
| 8     | 0 a 4   | 12    |

## Economia
El 2007 la població en edat de treballar era de 389 persones, 294 eren actives i 95 eren inactives. De les 294 persones actives 268 estaven ocupades (145 homes i 123 dones) i 27 estaven aturades (10 homes i 17 dones). De les 95 persones inactives 36 estaven jubilades, 35 estaven estudiant i 24 estaven classificades com a «altres inactius».

### Ingressos
El 2009 a Cottance hi havia 284 unitats fiscals que integraven 669 persones, la mediana anual d'ingressos fiscals per persona era de 17.759 €.

### Activitats econòmiques
Dels 21 establiments que hi havia el 2007, 1 era d'una empresa alimentària, 1 d'una empresa de fabricació de material elèctric, 9 d'empreses de construcció, 4 d'empreses de comerç i reparació d'automòbils, 2 d'empreses de transport, 1 d'una empresa d'hostatgeria i restauració, 1 d'una empresa d'informació i comunicació i 2 d'empreses classificades com a «altres activitats de serveis».
Dels 9 establiments de servei als particulars que hi havia el 2009, 1 era una oficina de correu, 1 taller de reparació d'automòbils i de material agrícola, 2 paletes, 2 fusteries, 1 lampisteria, 1 electricista i 1 perruqueria.
L'únic establiment comercial que hi havia el 2009 era una fleca.
L'any 2000 a Cottance hi havia 30 explotacions agrícoles que ocupaven un total de 765 hectàrees.

## Equipaments sanitaris i escolars
El 2009 hi havia una escola elemental integrada dins d'un grup escolar amb les comunes properes formant una escola dispersa.

## Poblacions més properes
El següent diagrama mostra les poblacions més properes.